# Гора святої Анни
Гора Св. Анни (нім. St. Annaberg ; Сілезька : Anaberg/Śwjynto Anna) — інзельберг у Верхній Сілезії, Польща, поруч із однойменною громадою. Тут знаходиться францисканський монастир із чудотворною статуєю святої Анни та величезною Голгофою, що є важливим пунктом паломництва римо-католиків. Це було стратегічне місце, важливе як для німецьких, так і для польських націоналістів, а в 1921 році тут відбулася битва при Аннаберзі, яку в Третьому Рейху відзначали будівництвом Амфітеатру та мавзолею. Театр залишається, але нацистський мавзолей був зруйнований і замінений пам'ятником тим, хто брав участь у Третьому Сілезькому повстанні.

## Геологія
Складений культурний та природний ландшафт гори Святої Анни був оголошений Національним комітетом зі спадщини Польщі та Президентом Польщі одним із офіційних пам'яток Польщі (Pomnik historii).
Аннаберг — вулканічний конус третинного базальту, найсхіднішого кінця Сілезького вулканічного поясу та найсхіднішого поширення базальту в Європі.

## Історія

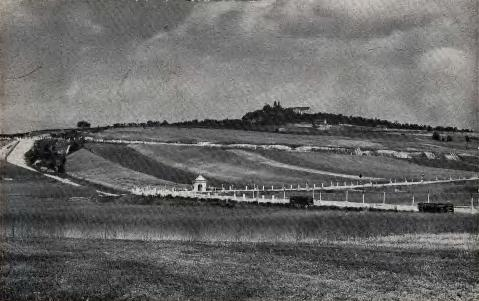
Аннаберг у 1934 році

Пагорб був язичницькою святинею в дохристиянські часи.
Близько 1100 р. на пагорбі була побудована дерев'яна каплиця до св. Георгія яка стала відомою як Георгенберг (пагорб св. Георгія). У 1516 р. Знатна сім'я фон Гащин, яка переїхала до Сілезії з Польщі в середині XV ст., спорудила церкву, присвячену Святій Анні на Челмбергу. Пагорб став популярним місцем паломництва, особливо після пожертви в 1560 році дерев'яної статуї святої Анни, що містить мощі, яка і сьогодні знаходиться в церкві.
Граф Мельхіор Фердинанд фон Гащин хотів зробити пагорб місцем розташування францисканців, і під час шведсько-польської війни наказав закрити свої будинки в Кракові та Львові та переїхати до Сілезії для безпеки, і було укладено угоду, згідно з якою вони захопили церкву на Аннаберзі. 22 францисканці переїхали туди 1 листопада 1655 р. Церква залучала все більше паломників і призвела до того, що пагорб став відомим як пагорб Святої Анни. На додаток до гуртожитків паломників та іншої інфраструктури, у XIX столітті було створено три видавничі фірми для задоволення потреб паломників — Франц Гельник, Майкл Рогір та Адольф Марсіаго. У 1864 році церкву відвідали 400 000 паломників.

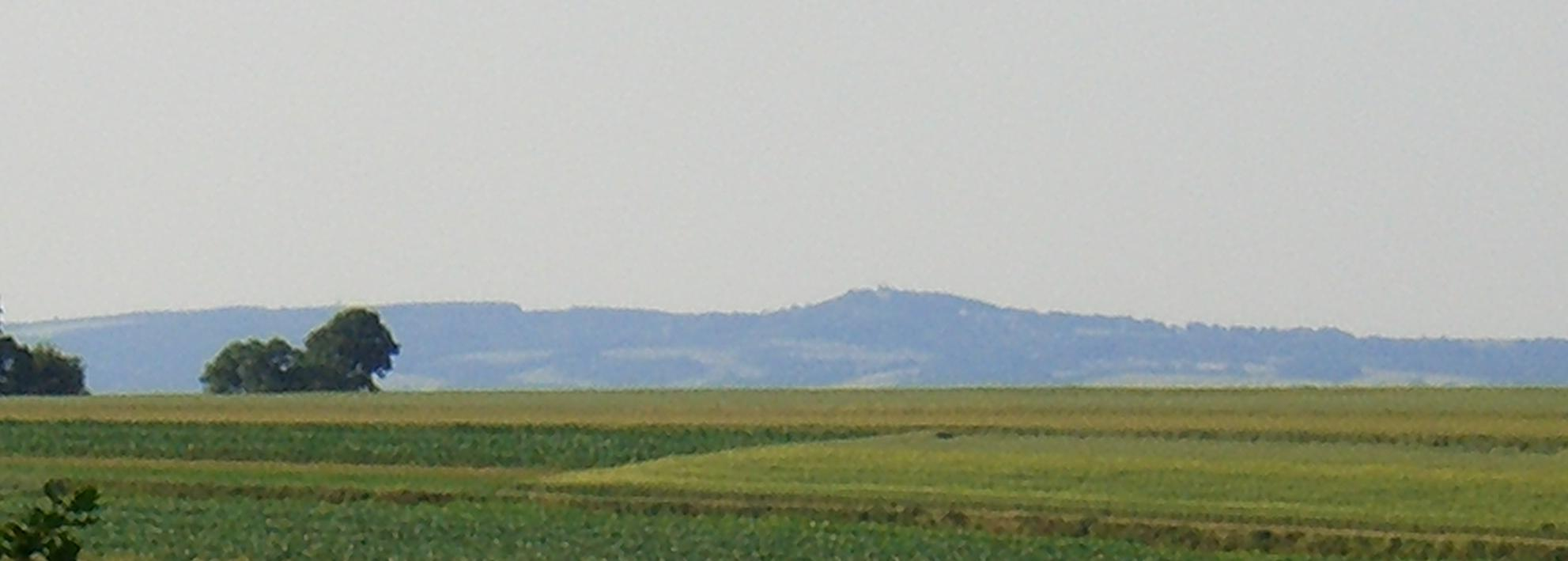
Аннаберг, оглянутий з півдня, на відстані близько 25 км

Після Першої світової війни 20 березня 1921 р. За умовами Версальського договору відбувся плебісцит, щоб визначити, чи залишаться частини Сілезії, які належали Пруссії, а отже, Німецькій імперії, німецькою чи приєднуються до відновленої Польщі. У парафії Аннаберг, як і на більшій частині Верхньої Сілезії, більшість проголосувала за Німеччину, але місцевий адміністративний округ був однією з областей, де більшість підтримувала союз з Польщею.
Аннаберг став потужним символом німецького регіонального націоналізму; цю роль він відіграє у пропагандистському фільмі 1927 року «Land unterm Kreuz». Це також мало релігійне та культурне значення для польських сілезів; це була тема вірша Норберта Бончика; а після битви 1921 року також став політичним символом для поляків.

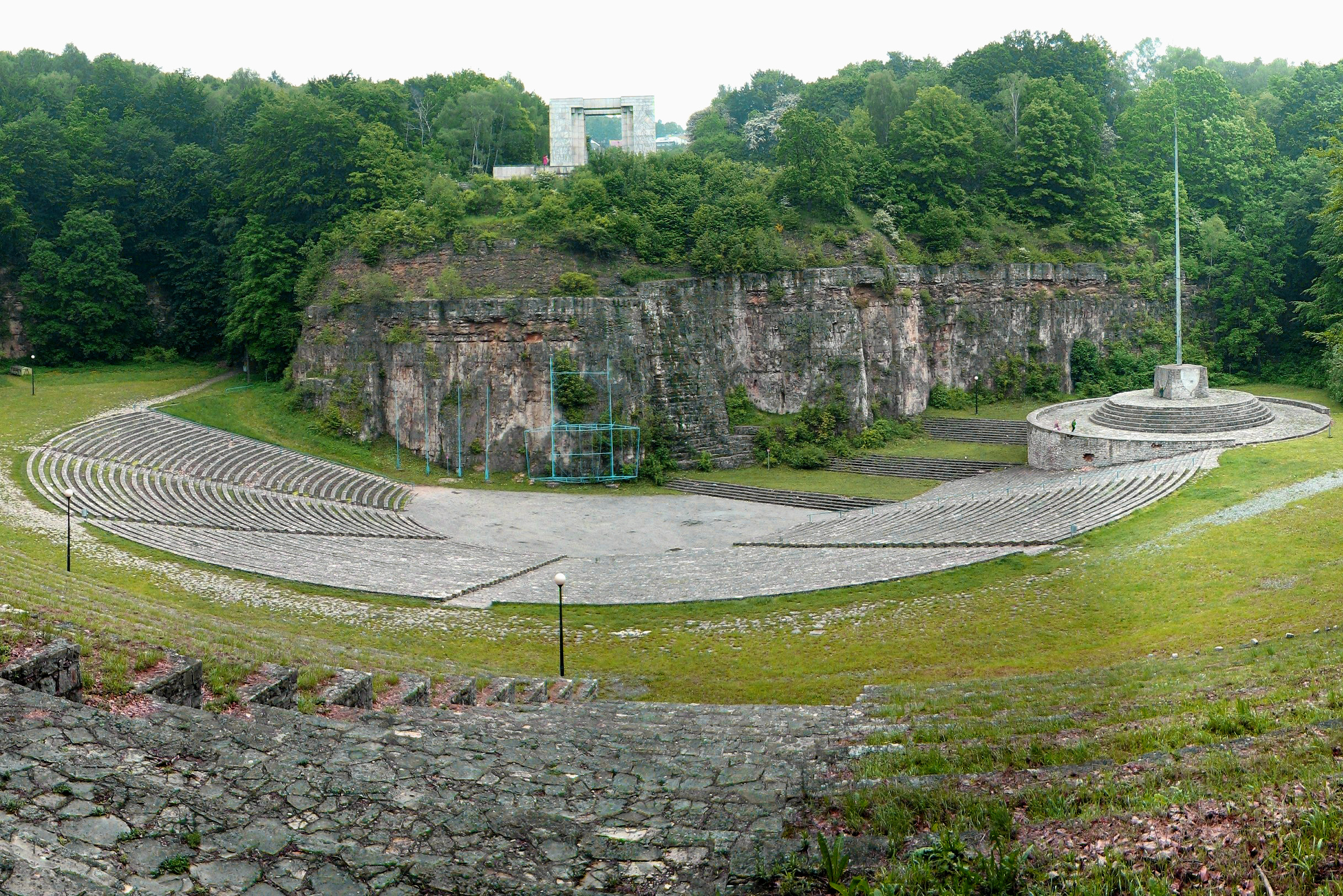
Вид на Амфітеатр із монументом польських Сілезьких повстань на вершині

У 1936—1938 роках був споруджений мавзолей для 51 загиблого члена німецького Freikorps, спроєктований Робертом Тішлером та зупинка відпочинку. Комплекс мавзолею та театру став противагою монастирю та «перетворив Аннаберг на символ Верхньої Сілезії та відповідне місце релігійного та національного святкування». Однак після урочистого відкриття в травні 1938 року театр більше не використовувався для церемоній, тоді як паломники продовжували відвідувати монастир у дедалі більшій кількості.

## Пам'ятники

### Монастир

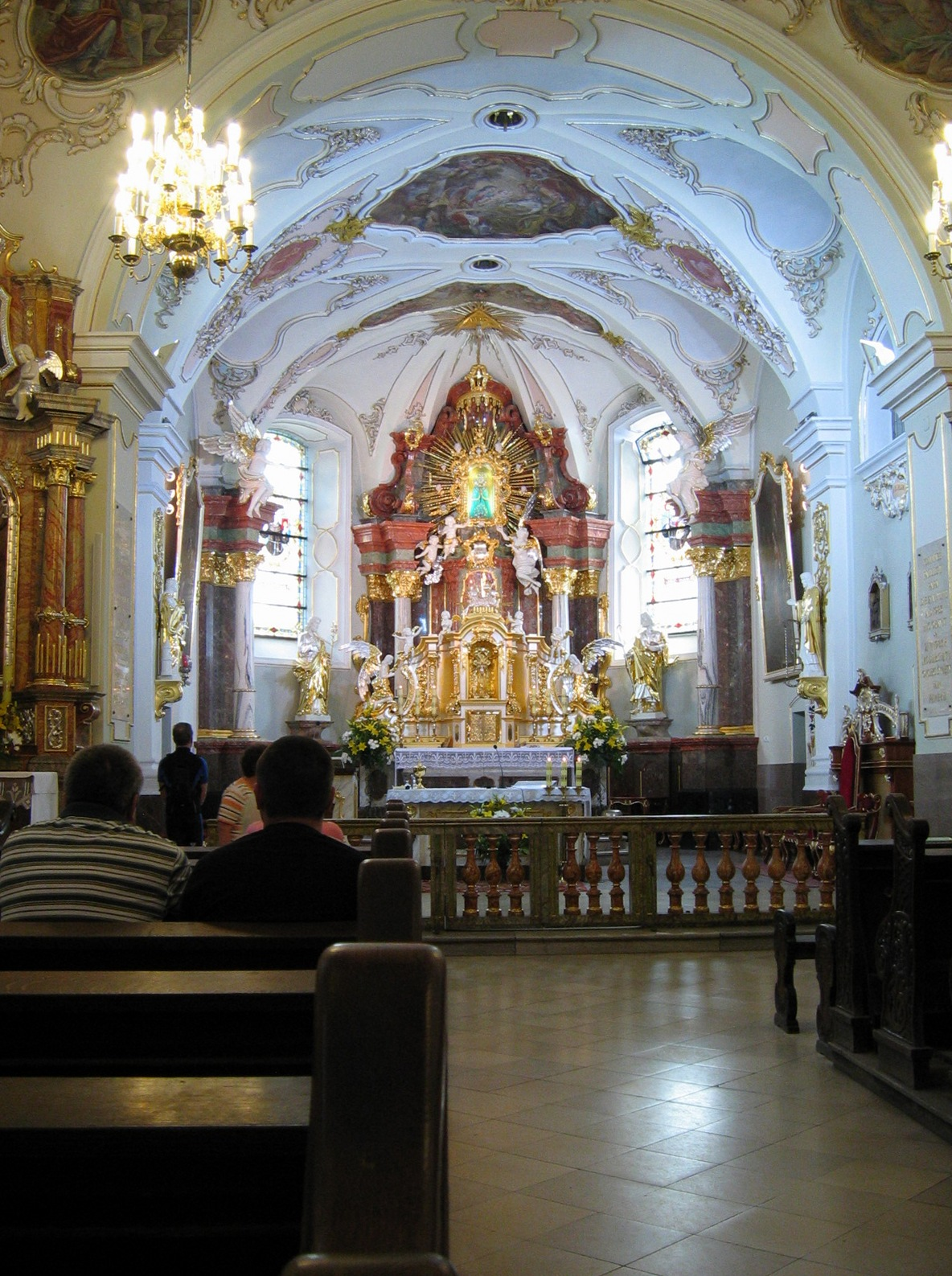
Інтер'єр монастирської церкви

Монастирські будівлі на вершині пагорба барокові; церква була відбудована в 1665 р., а інші будівлі, що утворюють чотирикутник на її південній стороні, датуються 1733 — 49 рр. Головним предметом поклоніння паломників є статуя святої Анни з Богородицею та Дитятком, вирізана з липового дерева над головним вівтарем церкви містить мощі святого з монастиря Віле поблизу Ліона у Франції.

Поза церквою знаходиться Райська площа, офіційний монастирський сад, закладений у 1804 р. Під монастирем знаходиться Голгофа (шлях між станціями Страстей Христових) з 33 каплицями в стилі бароко. Це було зазначено у заповіті графа Мельхіора Фердинанда фон Гащина, який вважав, що пейзаж Аннаберга нагадує пейзаж Єрусалиму та його околиць; вона була побудована за його племінника Георга Адама фон Гащина в 1700 — 09 за проєктами Доменіко Синьо і частково перебудована в 1764 і знову в 1780 — 85, коли Святі сходи були додані до проєктів Крістофа Ворбса. Георг Адам та Антон фон Гащин поховані в склепі Хрестової каплиці та зображені на центральних колонах більше, ніж життя. У 1912 році був доданий Лурдський грот. 

### Амфітеатр
Театр просто неба для нацистських мультидисциплінарних вистав був побудований у 1934 — 36, перший у Сілезії. Він був розроблений Францем Бьомером та Георгом Петтіхом і містив 7000 місць, 20 000 стоячих місць та місткість до 50 000. З часів війни його використовували для святкування врожаю та концертів, а також робили спроби фінансувати реставрацію, але 2008 року кам'яна кладка була серйозно занедбана.

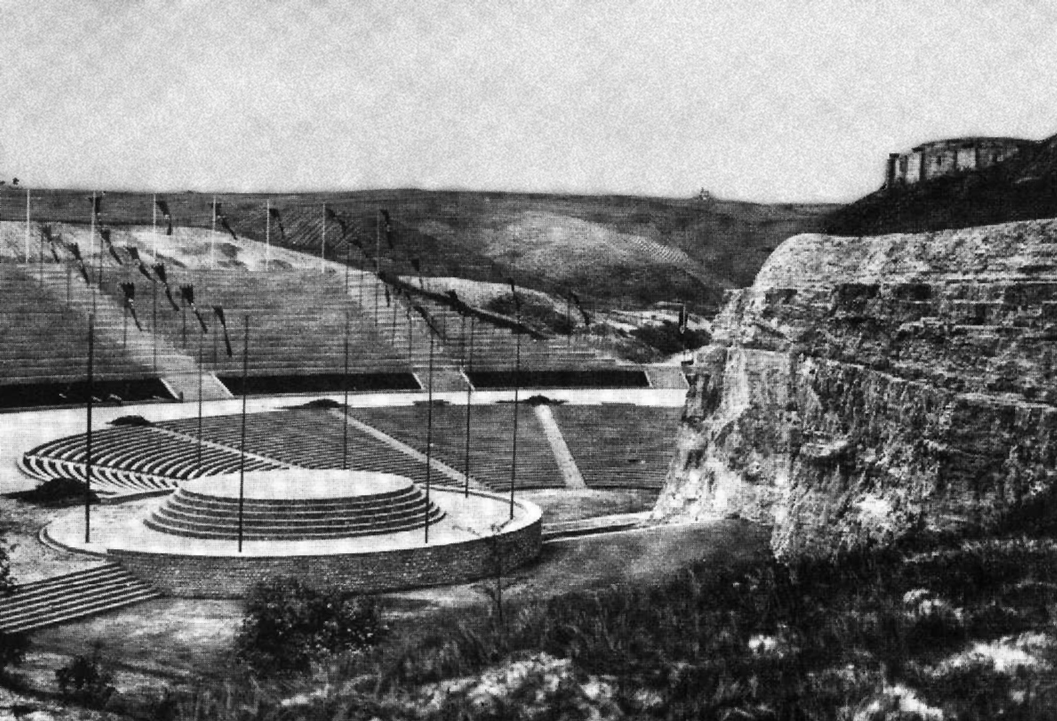
Театр і мавзолей на фотографії епохи нацизму

### Мавзолей
У 1936 — 38 на вершині скелі над амфітеатром був доданий мавзолей для 51 члена Фрейкорпса, які загинули у битві при Аннаберзі. Він був розроблений Робертом Тішлером, головним архітектором Німецької комісії з військових могил, у військовому стилі, згадуючи середньовічну фортецю, таку як Кастель-дель-Монте Гогенштауфен. Амфітеатр був круглим, з важкими колонами руставаного пісковика, переповненого вічним полум'ям, і вузьким входом, що веде до амбулаторії, освітленої лише вузькими вікнами, що нагадують прорізи пістолетів, тоді як з іншого боку темні сходи, що свідчать про проходження між світами, вели в склеп, вирізаний зі скелі. Ніші містили саркофаги, позначені етапами у військовій історії Німеччини з 1914 по "1931/32: А в центрі була статуя полеглого воїна в зеленому порфірі Фріца Шмолла, відомого як Ейзенверт, яку скульптор та його помічники створили на місці під час спорудження пам'ятника, оскільки це було б занадто великий, щоб пронести через вхід. Купол допускав розсіяне світло, а переважно золоті мозаїки Ресслера з Дрездена та Клемма з Мюнхена зображали стилізовані німецькі орли та свастики.
Тішлер спроектував кілька пам'ятників у подібному дещо сільському стилі, що нагадує як середньовічні фортеці, так і пам'ятник Гінденбургу.

### Пам'ятник повстанню

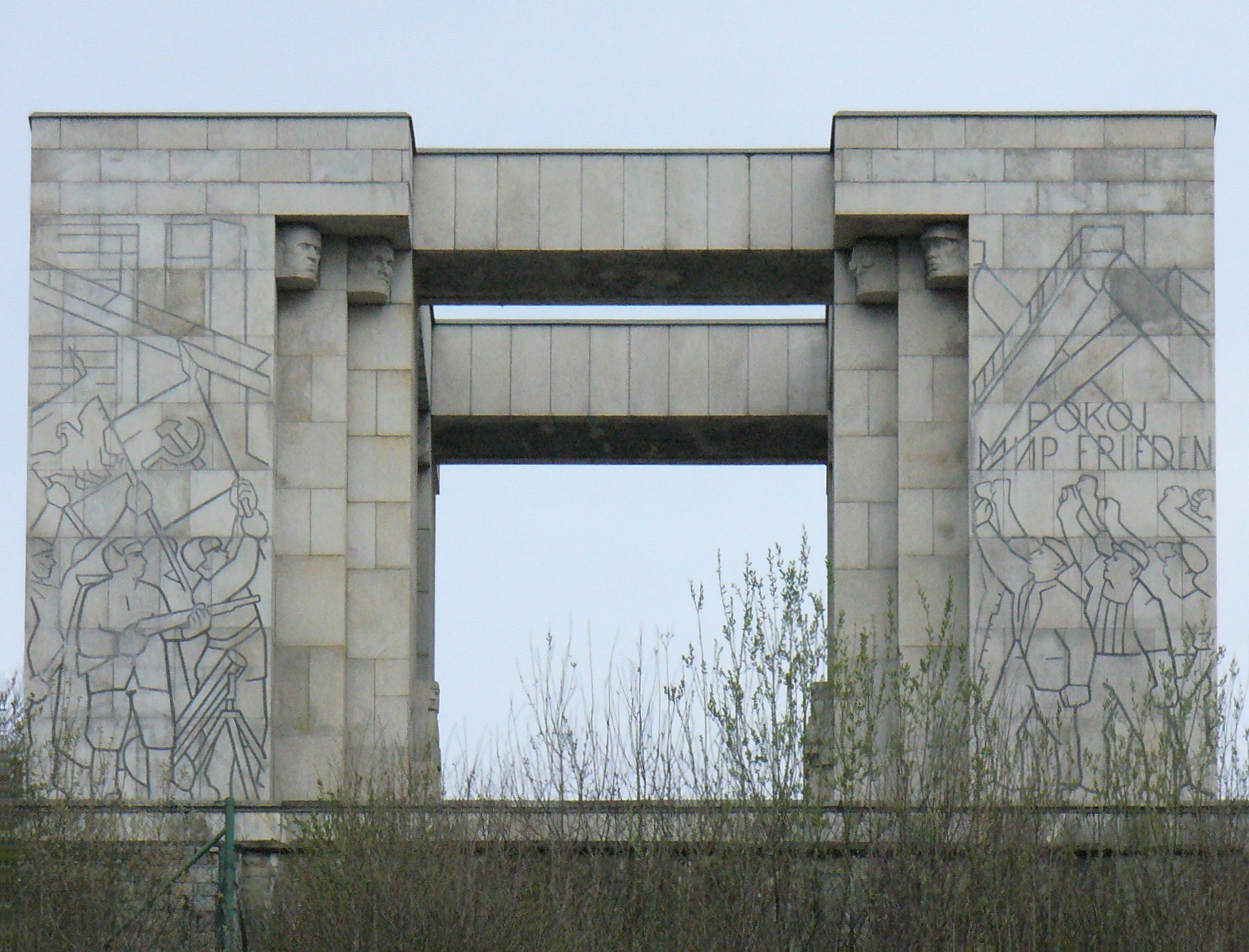
Пам'ятник повстанцям, сфотографований у 2007 році

Мавзолей був динамізований в 1945 р., в 1955 р. пам'ятник Сілезьким повстанцям, розроблений Ксавері Дуніковським, був присвячений на його місці до десятої річниці визволення. Це проста класична конструкція з чотирма стовпами в прямокутному перерізі, що оточують вічне полум'я та підтримують архітрави, під якими розташовані чотири масивні гранітні скульптури «Сілезьких голів». На фронтонах є промислові символи. З внутрішньої сторони стовпи прикрашені стилізованими зображеннями шахтарів, сілезьких селян та матері з дитиною на руці у формі каріатид, тоді як на зовнішніх поверхнях зображені малюнки, окреслені свинцевими побутовими та робочими сценами. До 1955 р. Антинімецьке послання було затьмарене посланням похвали про попередників комуністичної держави.
На початку 1946 року Дуніковський робив ескізні ідеї для пам'ятника і виграв конкурс на його проєктування, але він був менш досвідченим як архітектор, ніж як скульптор і будівля не мала передбачуваного дивовижного ефекту.

## Галерея

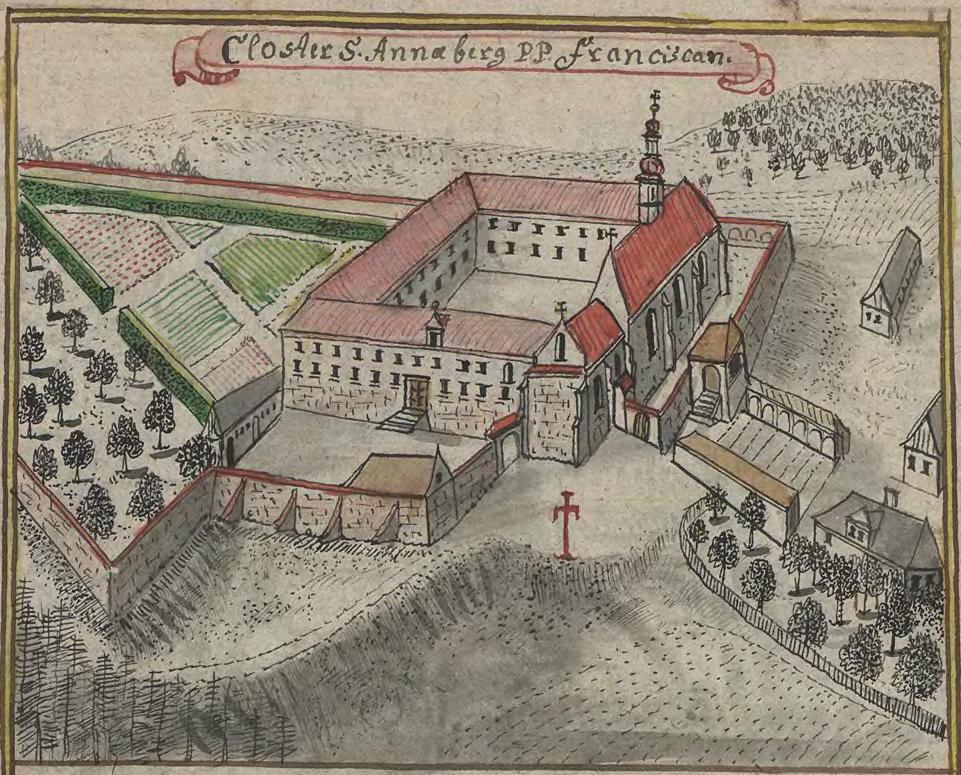
Зображення францисканського монастиря 18 століття
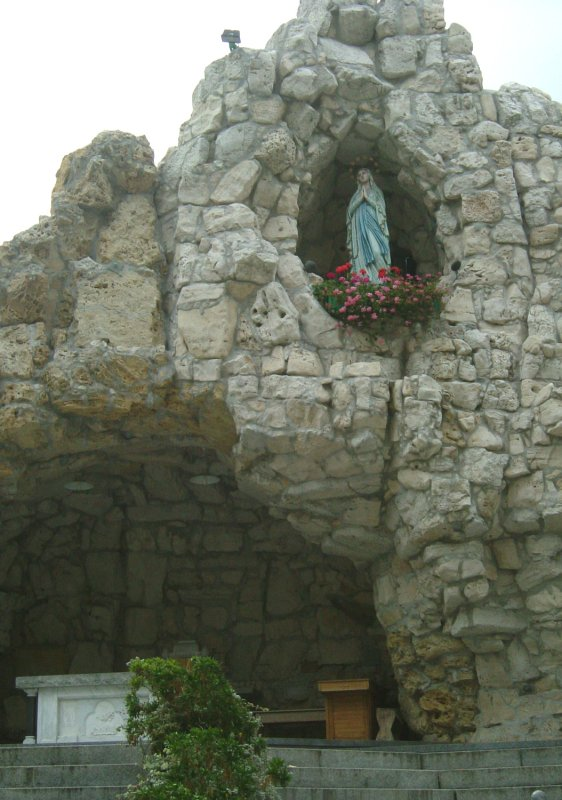
Лурдський грот
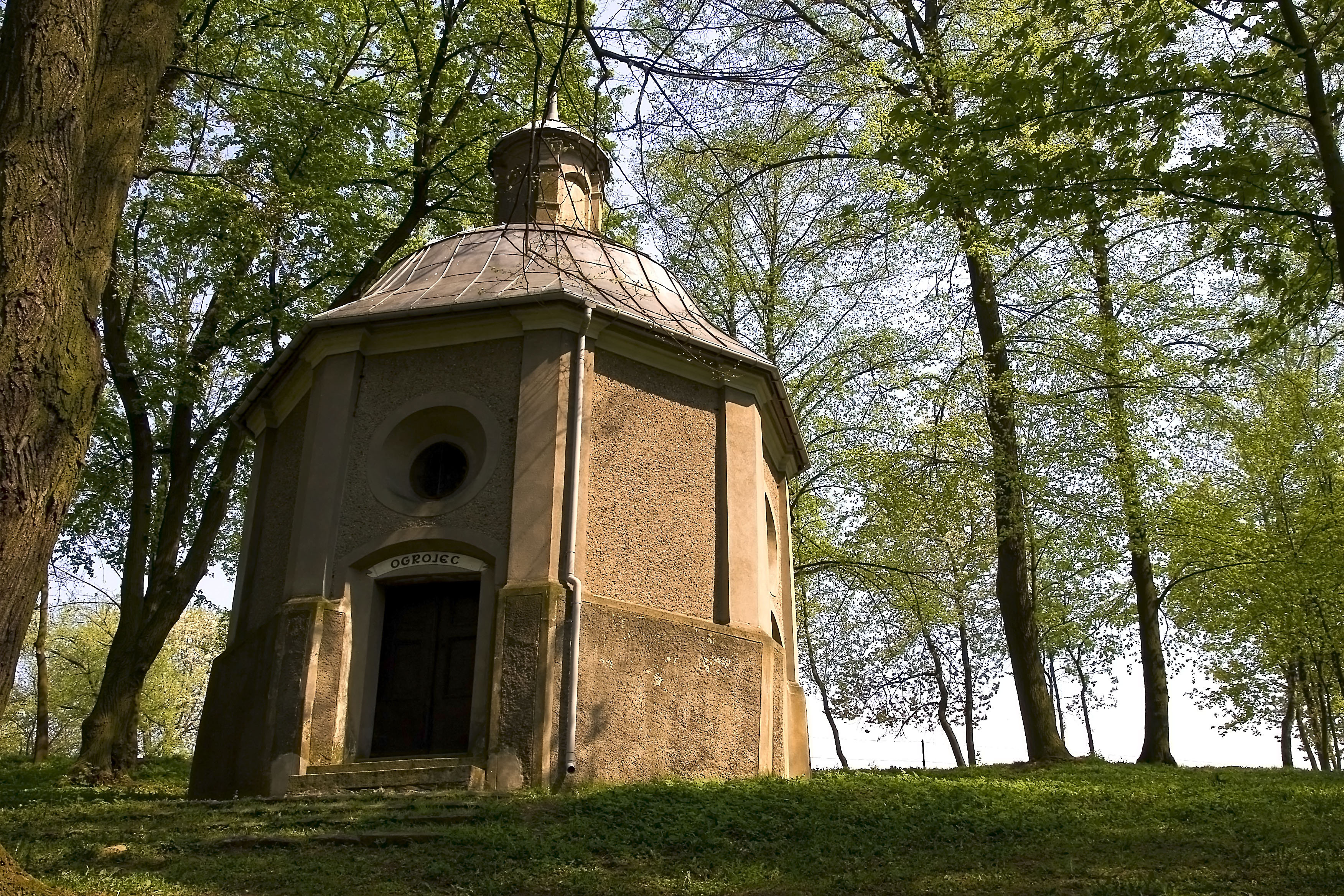
Каплиця Гефсиманія на Голгофі
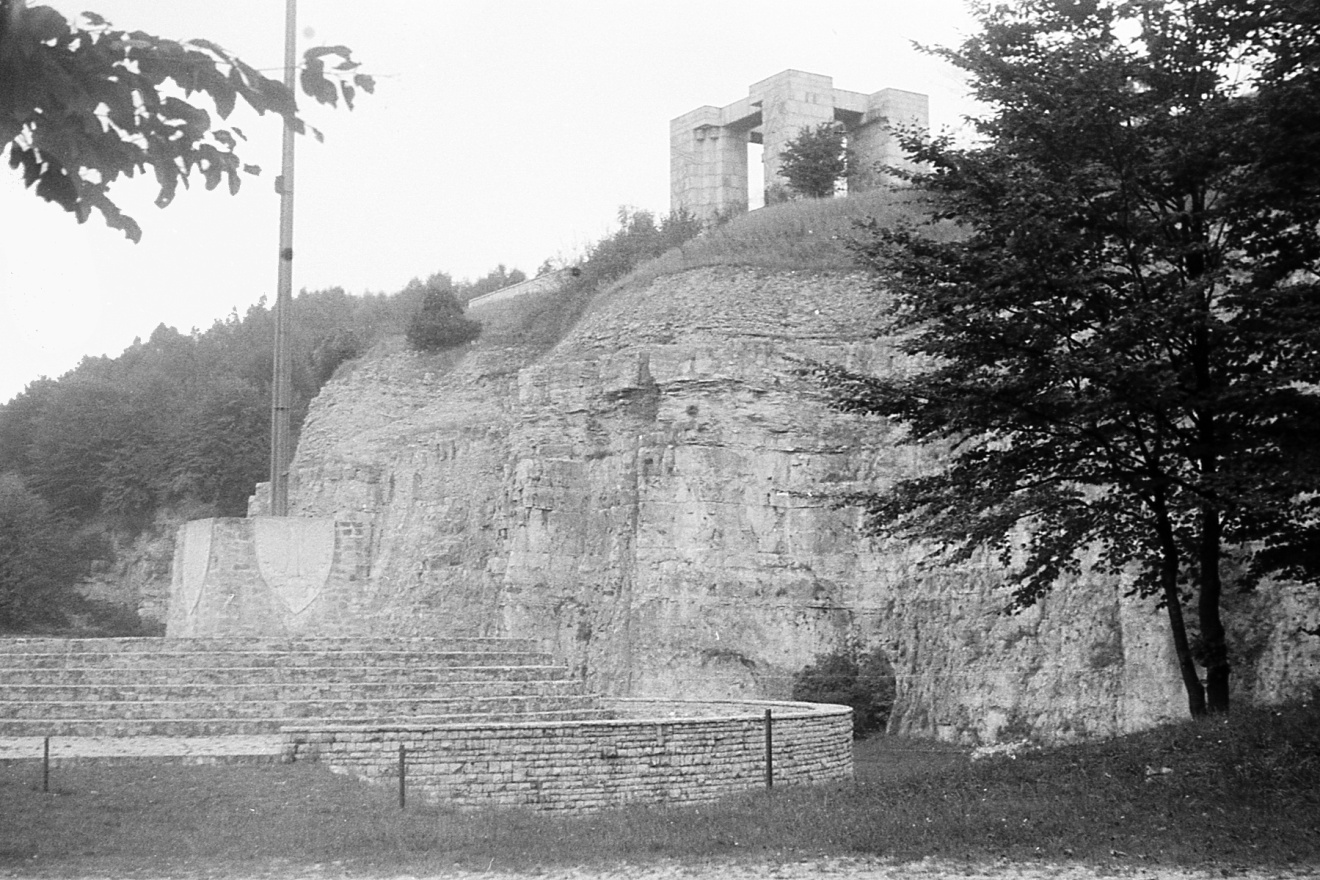
Пам'ятник повстанню, вид з Амфітеатру
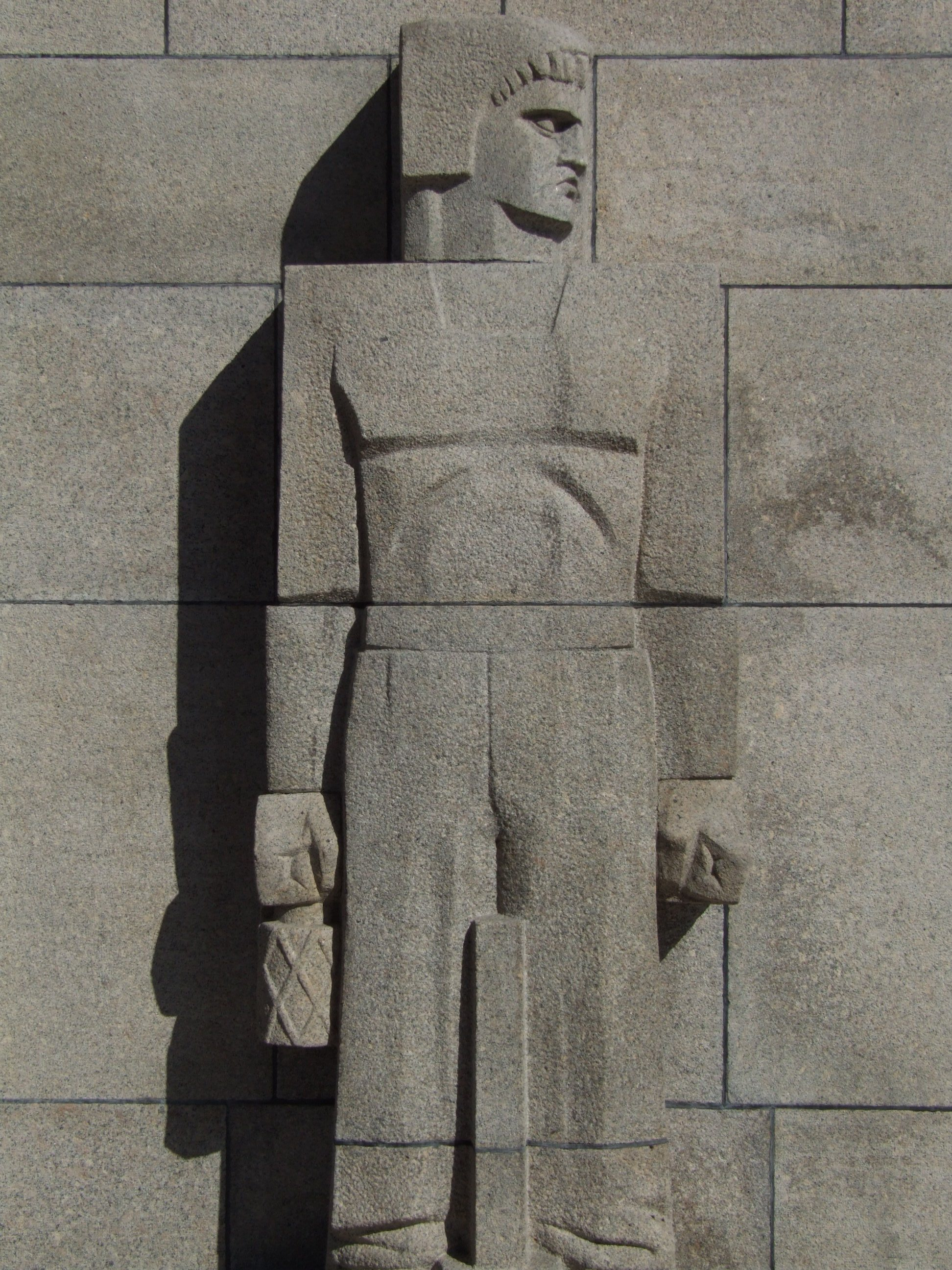
Скульптура шахтаря Ксаверія Дуніковського в пам'ятнику